# Magyar PC Magazin
A Magyar PC Magazin (2004-től kezdve alternatív néven Magyar PCM) egy számítástechnikával foglalkozó, 2002 és 2005 között megjelent magyar havilap volt. Stábját a CHIP Magazin korábbi gárdája alkotta, a kiadói oldalon történő változások miatti névváltozás okán. Az utolsó, 28. lapszám 2005 februárjában jelent meg.

## Története
1989-től kezdve jelent meg Magyarországon a német CHIP Magazin hazai változata, melynek kiadója a Vogel Publishing volt, a PC Guru, a Műszaki Magazin, és a PlayTime mellett. 2002-ben a Vogel hazai vezetősége előbb fokozatosan függetlenítette magát a német anyacégtől, majd azt állította: a tulajdonában álló lapok (köztük a CHIP) szerkesztőségének, hogy biztos forrásból tudják: központosítás indul, ennek keretén belül pedig - állították - nem lesz szükség annyi cikkíróra és tesztelőre, hiszen külföldön írják majd az egyes cikkeket, azokat pedig csak fordítani kell. 2002 augusztusának végén a Vogel felmentette az addigi ügyvezetőt, Ivanov Pétert, és a helyére Carsten Gerlach került. Válaszul Ivanov bejelentette, hogy a CHIP (valamint a PC Guru, a Műszaki Magazin, és a PlayTime) szerkesztősége kiválik. A változás az ő esetükben mindössze azzal járt, hogy cégnevet változtattak, hiszen minden és mindenki maradt a helyén, de a Vogel helyett már az IPMA, illetve a kiadást végző G.F.H. Kft. került a névtáblákra. A Vogel az eseményeket akként kommentálta, hogy az események egy hosszabb folyamat betetőzései: Ivanov Péter még az év májusában cégeket alapíttatott gyerekeivel, majd előbb a Vogel összes tevékenységét "kiszervezte" hozzájuk, majd amikor a megkötött előnytelen szerződések miatt a Vogel felmentette őt, a négy lapot magával vitte és azt híresztelte, hogy a német cég egyébként is kivonul Magyarországról. A Vogel szerint az eljárás tisztességtelen volt, de nem áll szándékukban kivonulni, és a CHIP kiadását is folytatni fogják, mégpedig egy már száz százalékig német tulajdonú céggel, a Vogel Burdával. Az IPMA cáfolt, és éppen a Vogelt nevezte meg, mint aki valótlan információkat terjeszt és tisztességtelen lépéseivel érte el a fennálló helyzetet, továbbá inkompetenciájával és a magyar vezetéssel szembeni feloldhatatlan ellentétekkel magyarázta, hogy miért is kerültek majdnem a csőd szélére a lapok.
2002 októberben jelent meg a Magyar PC Magazin első száma, amely teljes egészében a korábbi CHIP alkotói gárdájával készült, mintha tényleg csak a név változott volna meg. Bérces László főszerkesztő expozéjában rögzítette az IPMA által a korábban előadott álláspontot a cikkfordításról és a leépítés ellenében történő önállósodásról, rögzítve, hogy a magyar CHIP 1999 szeptembere óta teljesen függetlenül, a német laptól semmit sem átvéve működik. Az első szám címoldalán "A CHIP jövője?" felirat szerepelt, és a korábbi lap logója, tájékoztatva az olvasókat arról, hogy ez az újság annak a folytatása - válaszul a Vogel védjegybitorlás miatt beperelte a lapot, a bíróság pedig eltiltotta őket attól, hogy a CHIP megnevezést és a logót a jövőben használják.
A lap 2004-ben váltott dizájnt, a korábbi egyszerű kinézethez képest színesebb lett. 2004 októberétől a megszűnt Gamer Magazin logóját is szerepeltette a címoldalon, az újság tematikus mellékletként élt tovább.
A Magyar PC Magazin végét a konkurenciával szembeni harc elvesztése okozta: a CHIP újraindulásával a jól bejáratott márkanév sokkal vonzóbb volt az olvasók számára, emellett a legnépszerűbb lap címet megszerző PC World, mint piacvezető is hatalmas nehézségeket okozott. Az eladott példányszám jelentősen visszaesett, az újság 2005. március 4-én, egy bejelentést követően szűnt meg, noha a legutolsó lapszámban erre semmi nem utalt. Az újság stábjának egy részét a PC World vette át, a kb. 3500 előfizető pedig választhatott, hogy a PC World, vagy a Számítástechnika című lapot kéri a jövőben. A weboldal 2005 júliusáig még frissült, aztán átirányításra került a számítógép.hu-ra.

## Felépítés

### 2002-2003
- Lapzárta után: színes hírek
- Lemezszemle: a lemezmellékleten szereplő programok bemutatója
- Magazin: érdekességek a számítástechnika világából
- Hardver
- Szoftver
- Linux
- Kommunikáció: hírek az online világból
- Mobil
- Szakma
- Korongok és kötetek: CD- és DVD-ajánló

### 2004-2005
- Lapzárta után
- Magazin
- PC + Videó
- Hardver
- Szoftver
- Kommunikáció
- Üzlet
- Gamer
- Tartalom és forma: CD-, DVD-, és könyvajánló

## Munkatársak
- Bérces László (főszerkesztő)
- Dervenkár István (főszerkesztő-helyettes)
- Bata László
- Branyiczky Gábor
- Csábi József
- Dudás Zoltán
- Dvorák Bence
- Győri ferenc
- Herczeg József Tamás
- Kis Endre
- Mocsáry József (Mocsy)
- Nagy Lajos
- Nagy Zoltán
- Révhelyi Beatrix (Lily)
- Rixer György
- Solti Balázs (lapterv, 2002-2003)
- Sponga Tamás
- Szabó Eszter (korrektor)
- Sz@by
- Varga Balázs (lapterv, 2004-2005)
- Weisz Tamás

## Forráshivatkozások
1. ↑  Új (régi) lapok a PC-piacon (magyar nyelven). Prim Online. (Hozzáférés: 2020. november 18.)
2. ↑  A Chip nem szűnik meg, sőt... (magyar nyelven). Prim Online. (Hozzáférés: 2020. november 18.)
3. ↑  A volt Chip & (PC Guru stb.) csapat tiltakozása (magyar nyelven). Prim Online. (Hozzáférés: 2020. november 18.)
4. ↑  Holnap jelenik meg a Magyar PC Magazin első száma (magyar nyelven). HWSW. (Hozzáférés: 2020. november 18.)
5. ↑  Megszűnt a Magyar PC Magazin (magyar nyelven). https://www.origo.hu/. (Hozzáférés: 2020. november 18.)